# 臂神经丛
臂神经丛又称臂丛，在人体是颈部和腋部内由脊神经分支交错形成的周边神经丛，负责支配上肢（手臂）的所有感官和运动功能。臂神经丛起源于第五頸神經（C5）到第一胸神經（T1）的前支。

## 臂神经丛的构成

臂神经丛的分支示意图

臂神经丛是第5颈神经～第1胸神经的前枝構成，分为根、神经幹和神经束。
第5、第6颈神经的前支相交上神经干，第7颈神经的前支延为中神经干，第8颈神经和第1胸神经前支相交下神经干。上、中神经干的分支（前部）合成外側神经束（C5～C7），上、中、下神经干的分支（後部）合成后神经束（C5～Th1），下神经幹的分支（前部）延为内側神经束（C8、Th1）。
- 外側神经束外側：肌皮神经（C5~C7）
- 外側神经束内側和内側神经束外側的相交部：正中神经（C5~Th1)
- 内側神经束内側：尺骨神经（C8~Th1）
- 後神经束：桡骨神经（C6~C8）、腋窝神经（C5~C6）

## 臂神经丛的分支
臂神经丛的分支大体上可以分为锁骨上支和锁骨下支。

### 鎖骨上枝
- 肩胛背神经（C4~C6）
- 肩胛上神经（C5）
- 胸长神经（C5~C7）
- 锁骨下肌神经（C5）

### 鎖骨下枝
- 胸背神经（C5~C8）
- 外侧胸肌神经（C5~C7）
- 内侧胸肌神经（C7~Th1）
- 肩胛下神经（C5~C7）
- 外側上臂丛皮肤神经
- 内側上臂丛皮肤神经
- 外側前臂丛皮肤神经
- 内側前臂丛皮肤神经

### 分支
粗體表示的是主要脊神經根。斜體則表示經常匯入該神經的神經根，但不一定會匯入該神經。
| 來源     | 神經                       | 神經根             | 支配肌肉 | 皮神經支配                                                |
| 脊神經根 | 背肩胛神經                 | C4, C5             | 大菱肌、小菱肌、提肩胛肌 | -                                                         |
| 脊神經根 | 長胸神經                   | C5, C6, C7         | 前鋸肌 | -                                                         |
| 脊神經根 | 匯入膈神經                 | C5                 | 橫膈膜 | -                                                         |
| 上神經幹 | 鎖骨下肌神經               | C5, C6             | 鎖骨下肌 | -                                                         |
| 上神經幹 | 肩胛上神經                 | C5, C6             | 棘上肌、棘下肌 | -                                                         |
| 外神經幹 | 外側胸神經                 | C5, C6, C7         | 胸大肌、胸小肌（匯入內側胸神經共同支配） |                                                           |
| 外神經幹 | 皮肌神經                   | C5, C6, C7         | 喙肱肌、肱肌、肱二頭肌 | 成為前臂外側皮神經                                        |
| 外神經幹 | 正中神经外側支             | C5, C6, C7         | 正中神經纖維 | -                                                         |
| 後神經幹 | 高位肩胛下神經             | C5, C6             | 肩胛下肌（上半部） | -                                                         |
| 後神經幹 | 胸背神經（中位肩胛下神經） | C6, C7, C8         | 背闊肌 | -                                                         |
| 後神經幹 | 低位肩胛下神經             | C5, C6             | 肩胛下肌（下半部）、大圆肌 | -                                                         |
| 後神經幹 | 腋神經                     | C5, C6             | 前支：三角肌及其包覆表皮 後支：小圓肌、三角肌 | 後支成為高位臂外側皮神經                                  |
| 後神經幹 | 橈神經                     | C5, C6, C7, C8, T1 | 肱三頭肌、旋後肌、肘肌、前臂伸肌群、肱橈肌 | 皮分支：手臂後側感覺。 淺支：掌管手背感覺，尤其是虎口處。 |
| 內神經幹 | 內側胸神經                 | C8, T1             | 胸大肌、胸小肌 | -                                                         |
| 內神經幹 | 正中神经內側枝             | C8, T1             | 神經纖維匯入正中神經 除了尺側屈橈肌以外的所有前臂屈肌、深側屈指肌、第一和第二蚓狀肌、魚際肌。 \|\| 大拇指、食指、中指，及無名指外側掌側面，及這些手指的甲床感覺。 |                                                           |
| 內神經幹 | 內側臂皮神經               | C8, T1             | - | 手臂前側和內側皮膚感覺                                    |
| 內神經幹 | 前臂內側皮神經             | C8, T1             | - | 前臂內側皮膚感覺                                          |
| 內神經幹 | 尺神經                     | C8, T1             | 尺側腕屈肌、深側屈指肌的內側兩肌腹。外側兩條手蚓狀肌。 | 手內側皮膚感覺、小指及無名指內側半部的掌側皮膚感覺        |

## 臂神经丛麻痹
臂神经丛麻痹原因分为外傷、分娩麻痺、背包麻痹、睡眠中的压迫、肿瘤、肩膀关节脱臼、注射、手术等等。

## 臂神经丛阻滞
臂神经丛阻滞是将局部麻醉药注入臂神经丛周围间隙，暂时阻滞其传导功能，使支配区感觉麻木和肌肉松弛的方法。